# Perfilado racial

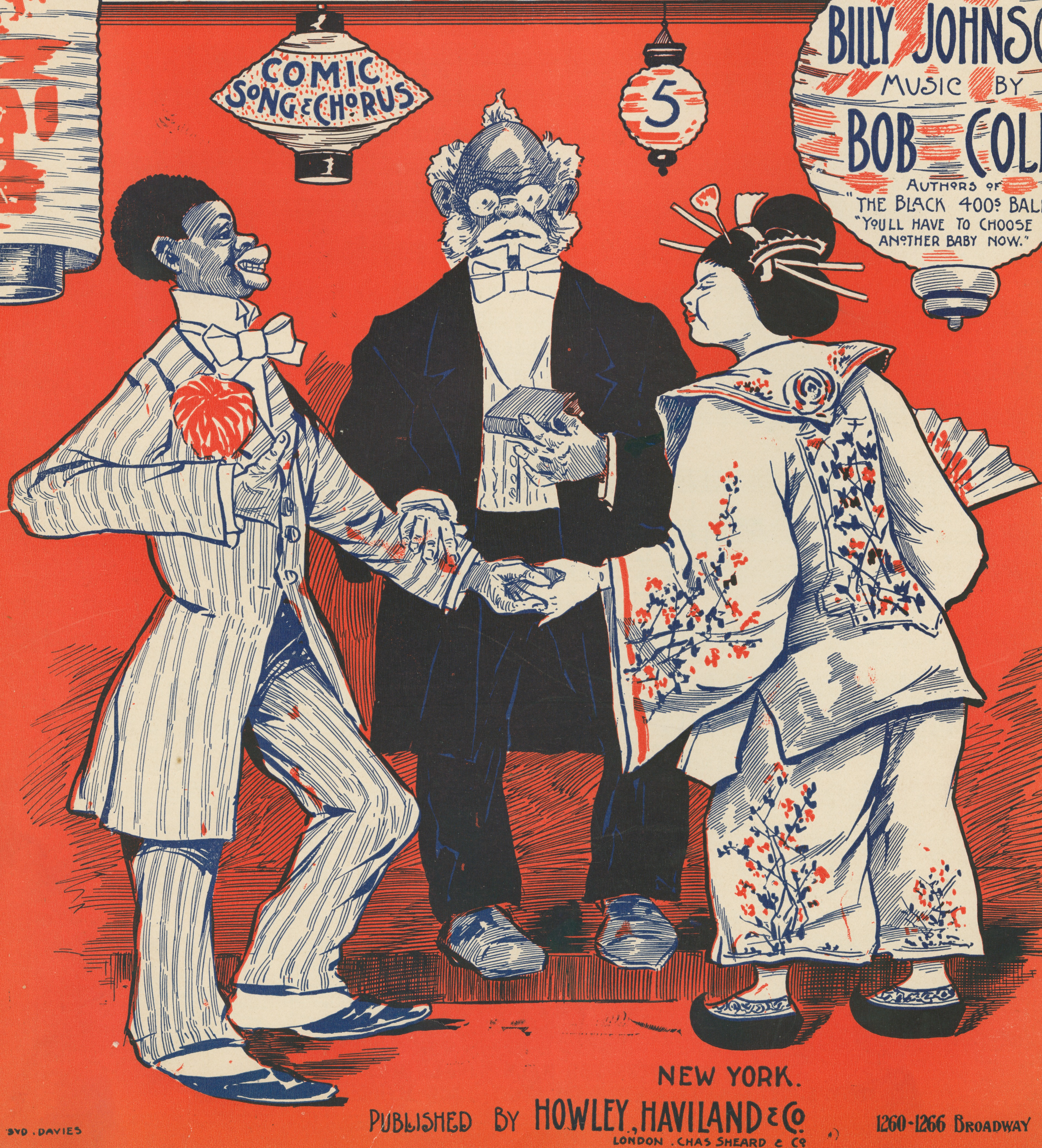
Caricatura donde se estereotipa a los individuos de ascendencia asiática y afroamericana.

El perfilado racial (varias formas, véase § Historia; en inglés: racial profiling) designa el trato discriminatorio hacia otras personas según sus rasgos étnicos, aunque también puede extenderse a la percepción de su nacionalidad o su religión.
Se trata de la elaboración de un perfil racial a partir de un estereotipo, y de la consiguiente generalización de las personas que se asocian al mismo. El término se emplea sobre todo para referirse a situaciones en que un policía o un vigilante de seguridad señala y trata a una persona como sospechosa motivado por esta generalización, más que atendiendo a factores individuales.

## Historia
Aunque la práctica es sin duda muy anterior, el término profiling («elaboración de perfiles») empezó a emplearse en inglés hacia los años 1980 en un sentido general, por ejemplo, la elaboración de perfiles de consumidores.
El concepto empieza a emplearse en español a principios del siglo XXI, sin que haya una forma claramente establecida. El término profiling, que en inglés designa la acción de realizar un perfil, se ha traducido como «perfilado», «perfilamiento» o bien «perfilaje». Por otra parte, en ocasiones se emplea en español «étnico» en lugar de «racial».

## Aplicación
El perfilado racial afecta a las minorías étnicas y religiosas, que son sujetas a paradas policiales de forma desproporcionada[cita requerida].
En España, un estudio de la Universidad de Valencia sobre identificaciones policiales, en colaboración con la Universidad de Oxford y basado en una encuesta a 2000 personas realizada por la agencia Metroscopia, indica que personas de rasgos gitanos, magrebíes, negros y amerindios son abordadas por la policía hasta 10 veces más que las personas caucásicas europeas. Igualmente, los musulmanes son identificados más que el resto.
En el caso de Estados Unidos, el perfilado racial también afecta a sus distintas minorías étnicas y religiosas, particularmente a afroestadounidenses, latinos, árabes y musulmanes (particularmente tras los atentados del 11 de septiembre de 2001) y personas provenientes del sureste asiático. Se ha observado una disminución de este perfilado cuando es objeto de atención por parte de los medios de comunicación. La Unión Estadounidense por las Libertades Civiles (ACLU, por sus siglas en inglés) califica la aplicación de perfiles raciales de contraria a la premisa constitucional de igual protección bajo la ley y no sujeción a pesquisas o detenciones arbitrarias, además de acusarla de provocar la pérdida de credibilidad y confianza de la población hacia los agentes del orden.